# Jean Guignard (jésuite)
Pour les articles homonymes, voir Jean Guignard et Guignard.
Jean Guignard est un jésuite, né à Chartres et pendu à Paris, en place de Grève, le 7 janvier 1595, pour complicité morale dans la tentative d’assassinat commise par Jean Châtel, contre Henri IV.

## Biographie
Jean Guignard était régent et bibliothécaire au collège de Clermont. Châtel avait fait ses études dans ce collège ; dans les interrogatoires qu’il subit, il déclara que ses maîtres lui avaient enseigné que tuer un prince hérétique est une action méritoire devant Dieu.
On trouva chez Guignard des écrits qu’il avait donnés pour thèmes à ses élèves et où on lisait : « Henri III est un Sardanapale, le Béarnais un renard, Élisabeth une louve, le roi de Suède un griffon, l’électeur de Saxe un porc Jacques Clément a fait une action méritoire, inspirée par le Saint-Esprit... Ores que converti, le Béarnais serait traité plus doucement qu’il ne le mérite, si on lui donnait la couronne monacale dans quelque couvent bien réformé, pour y faire pénitence.... Si on peut guerroyer le Béarnais, qu’on le guerroye ; si on ne le peut guerroyer, qu’on le fasse mourir. » 
Guignard prétendit que ces écrits étaient antérieurs à l’entrée de Henri IV à Paris, et que le crime qu’on y pouvait trouver était couvert par le pardon que le roi avait alors accordé à ses ennemis. Mais des ordonnances sévères avaient aussi défendu de conserver des écrits injurieux du roi et prescrit de les détruire. En conservant ceux qu’il avait composés, non seulement Guignard s’était rendu coupable de lèse-majesté ; mais il semblait bien qu’il avait fourni une preuve de persévérance en sa haine contre le Béarnais.
Le Père de Jouvency, dans l’Histoire de son ordre, le met au rang des martyrs.